# Vignoble Saint Venceslas
Le vignoble St. Venceslas ou vignoble de Saint Venceslas est l’un des plus anciens vignobles de Bohême. Il est situé dans la partie orientale du complexe du château de Prague, dans la zone située au-dessous de la porte inférieure, entre les marches de l'ancien château et la rue Na Opyši. Il est associé à l'histoire légendaire de Saint Venceslas qui, selon la légende, aurait planté personnellement des vignes et récolté des raisins pour la production de vin. 

## Histoire
Le vignoble a été fondé au Xe siècle, selon les légendes par Saint Venceslas, qui y cultivait le vin pour les églises chrétiennes. Sous Charles IV un clos a été construit autour de la parcelle de vigne. Dans les années 1830, a été construite une villa classique - appelée, selon son constructeur Emanuel Richter, la Villa Richter. En 2008, le vignoble a été ouvert au public pour la première fois de son histoire. 

## Variétés cultivées
En 2008, deux variétés de base ont été plantées - les vins blancs sont représentés par le Riesling, les vins rouges par le Pinot Noir. Outre ces variétés, qui constituent la grande majorité de la superficie plantée, 35 variétés de vigne répertoriées dans le livre de variétés de la République tchèque sont plantées le long de la route panoramique. 

## Vignoble
Le sentier supérieur du vignoble St Venceslas au-dessus du restaurant d'été, qui abrite un petit lac de pierre avec une fontaine, offre une vue magnifique sur la vieille ville et Prague, à proximité de la Vltava et de la plupart des ponts. La route inférieure mène entre les vignes et descend à la villa Richter avec deux restaurants, des bancs agréables et des vues panoramiques. 

Vignoble St Venceslas
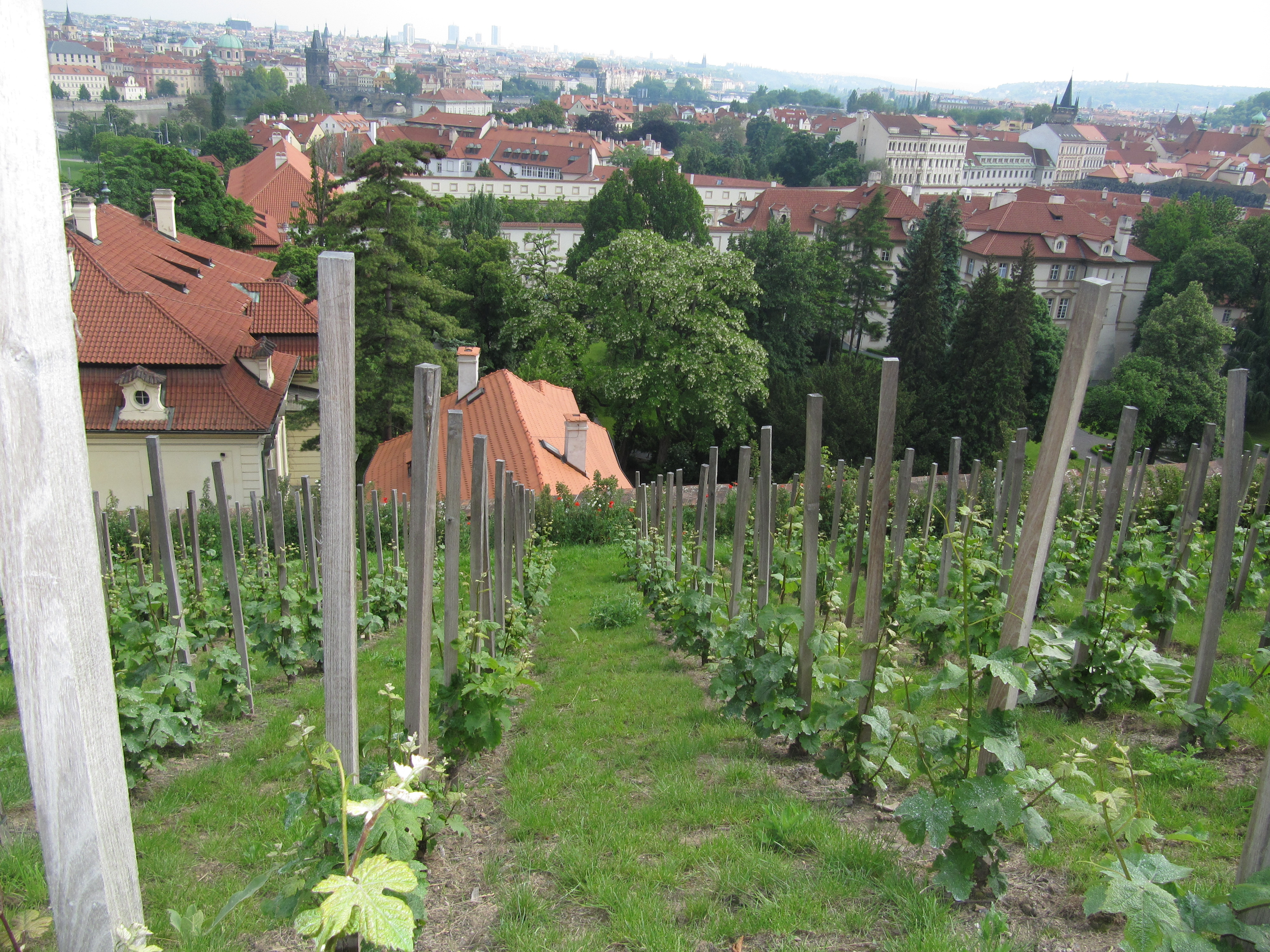
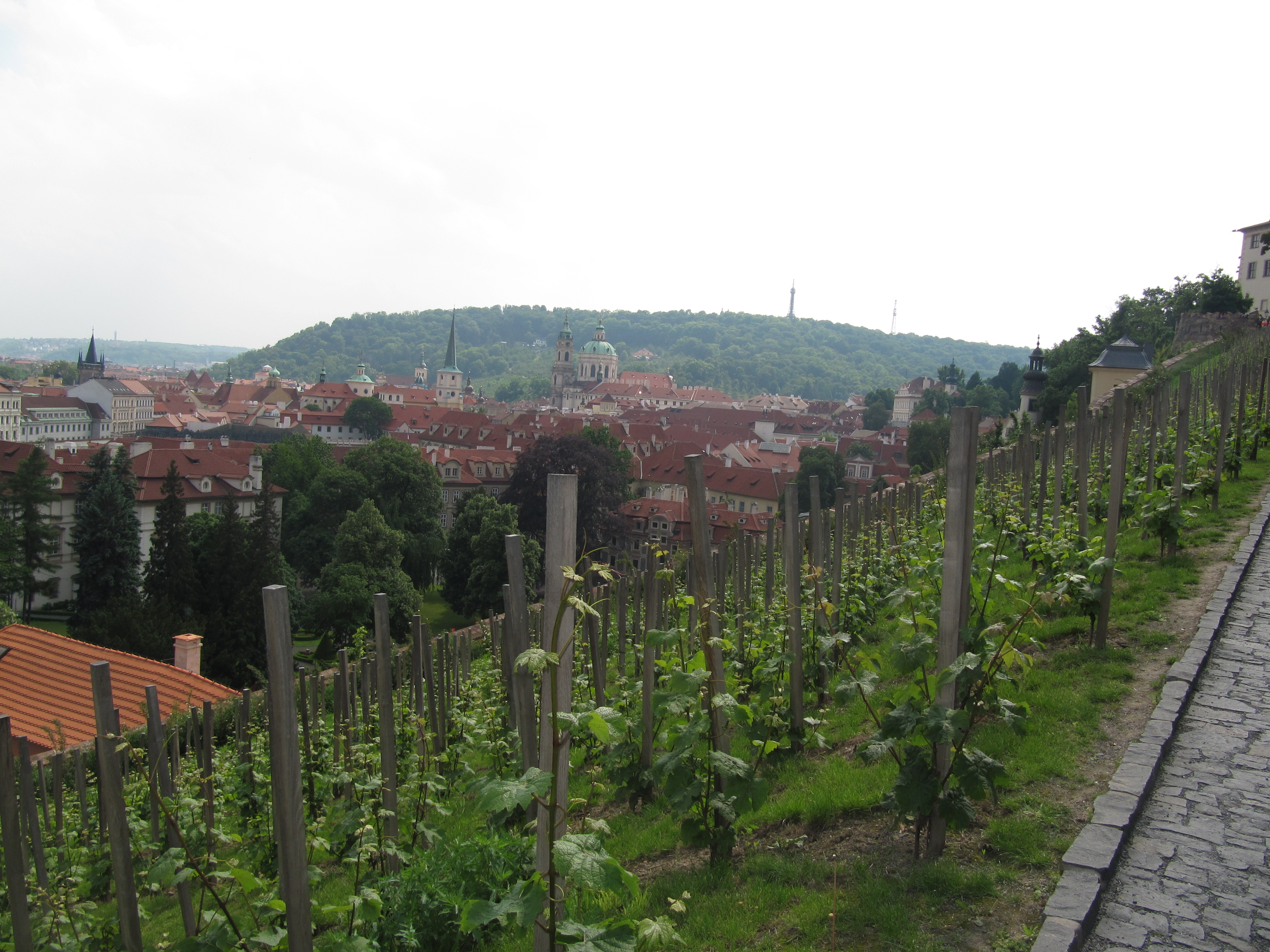

## Statue de Sainte Barbe
La statue de Ste Barbe se trouve à un endroit qui était un lieu d'exécution pour les nobles délinquants - la Tour Daliborka. Le créateur de la statue n'est pas connu et sa datation remonte peut-être au milieu du 17e siècle. Sainte Barbe a été emprisonnée dans la tour pour avoir eu foi dans l'enseignement du Christ. Après s'être échappée de la tour, elle a de nouveau été capturée, torturée et décapitée par son propre père, dont le "messager de Dieu" l'a tué (l'éclair l'a tué). Elle est la patronne des exécutés. La statue en mauvais état a été restaurée en 1986. La statue a pour attributs au pied une tour à trois fenêtres (prison), dans la main droite un calice, dans la main gauche une branche comme insigne du martyre. L'original et le modèle en plâtre se trouvent dans le dépôt du château de Prague. 